# King Cove
King Cove (aleutiska: Agdaaĝux̂) är en ort (city) i Aleutians East Borough i delstaten Alaska i USA. Orten hade 938 invånare, på en yta av 77,48 km² (2010).